# Omlenice
Omlenice – miasteczko i gmina w Czechach, w powiecie Český Krumlov, w kraju południowoczeskim. Według danych z dnia 1 stycznia 2013 liczyła 509 mieszkańców.
W miejscowości jest stacja kolejowa Omlenice.